# Unhack Democracy
Az Unhack Democracy egy alulról szerveződő, a demokrácia előmozdítását célzó, Belgiumban bejegyzett nonprofit szervezet, amely Európában támogatja a választás integritását. A 2018. évi magyar országgyűlési választások vizsgálatára felállított magyar és nemzetközi politológusokból, adatelemzőkből és stratégákból álló csapat olyan széles körű szabálytalanságokat és visszaéléseket fedezett fel, amelyek elég súlyosak ahhoz, hogy Orbán Viktor parlamenti kétharmados többségét megkérdőjelezzék.
Az Unhack Democracy kutatása széles körben elterjedt Magyarországon és nemzetközileg is, beleértve a France24, a BBC World, az AFP-t, és megjelent az év Top 10 történetében az Euronews oldalon. 2019 decemberében az Unhack csoport tagjai bemutatták megállapításaikat az Európai Parlamentben és 2020 februárjában a The German Marshall Fund of the United States független kutatóintézetben, Berlinben.
A szervezet hosszú távú célja az, hogy létrehozzon egy olyan hálózatot, ami képzést, eszközöket és know-how-t biztosít a polgárok részére az országgyűlési, európai és önkormányzati választások nyomon követésére és a demokratikus intézmények védelmére.